# Eacho

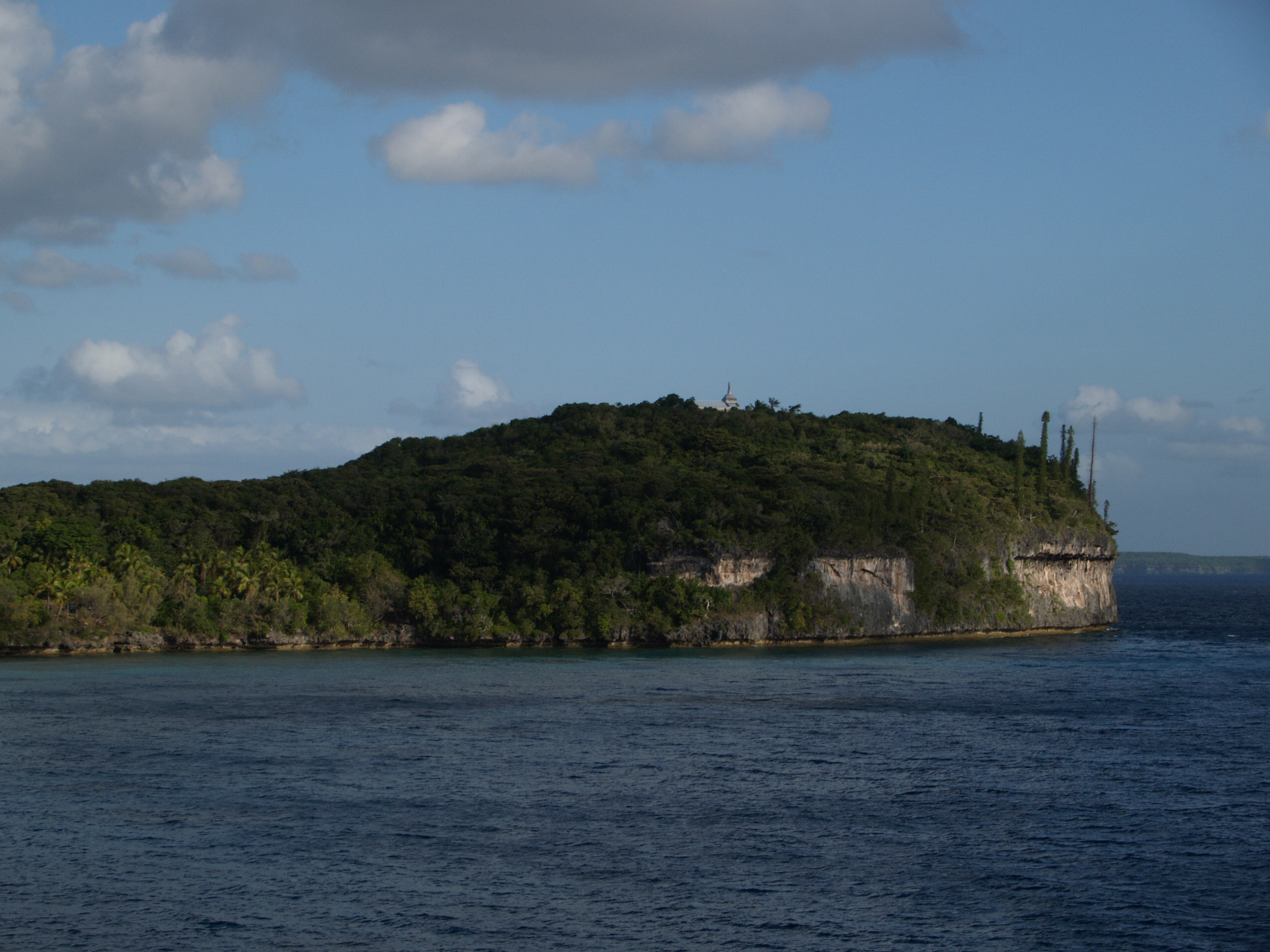
Les falaises d'Eacho et le clocher de Notre-Dame de Lourdes

Eacho, ou Easo est un village côtier de l'île de Lifou situé dans le district coutumier de Wetr, en Nouvelle-Calédonie. Son nom signifie « Le feu qui fume » dans la langue locale, le drehu.
Bordé par la Baie de Santal, c'est un des lieux les plus touristiques de l'île. Outre le snorkeling, très pratiqué sur les plages d'Eacho et Jinek, on peut y visiter une église catholique construite en 1898 et une chapelle édifiée la même année, Notre-Dame de Lourdes, qui surplombe le village, la Baie du Santal à l'est et la Baie de Jenik à l'ouest.

## Historique
Les missionnaires catholiques venus évangéliser l'île ont débarqué à Lifou sur la plage d'Eacho. Aux environs de 1860 les baleiniers y installèrent une usine pour y fondre la graisse de baleine.